# Bia (rapper)
Bianca Landrau, mais conhecida por seus nomes de palco Bia e Perico Princess, é uma rapper, cantora, compositora e modelo americana que estreou no reality de televisão Sisterhood of Hip Hop do canal Oxygen. Seu single mais recente lançado no Tidal, YouTube, iTunes e Google Play. é "Gucci Comin' Home" uma música que homenageia Gucci Mane. Bia atualmente tem um contrato com a gravadora i Am Other do cantor Pharrell Williams.

## Início da vida
Originalmente de Boston, Massachusetts (nascida em 16 de agosto de 1993), a rapper se formou na Medford High School. Ela é de origem porto-riquenha e italiana. De acordo com uma entrevista com o site da Oxygen, ela falou sobre querer se tornar um rapper em uma idade jovem; depois de sobreviver a um acidente de moto quase fatal, ela decidiu seguir seriamente uma carreira no rap/hip-hop. O acidente foi na verdade um resultado do motorista bêbado que caiu em Landrau e um grupo de amigos em 2013. A rapper afirmou: "Quando eu era jovem em Boston, provavelmente com 14 anos, eu costumava sair com um bando de rappers no estúdio. Eles são rappers de batalha famosos agora. Naquela época, eles estavam chegando. Eles costumavam estar no estúdio. Eu costumava apertar o botão 'gravar' para eles o tempo todo. Eu estava escrevendo, mas não contei a ninguém"

## Carreira
Ela foi inicialmente descoberta por seu atual gerente, o rapper Fam-Lay através do YouTube e mais tarde introduziu Pharrell Williams. Atualmente, ela está assinanda com a gravadora i Am Other como parte de uma colaboração com a RCA Records. Ela trabalhou com artistas como o rapper T.I. e com a cantora Jennifer Hudson e Usher. No final de 2014, ela lançou um mixtape intitulada #CHOLASEASON. Ela toma influências do rapper americano Jay-Z, da cantora porto-riquenha Ivy Queen e Selena.
Em uma entrevista para a Ebro in the Morning em setembro de 2015, o show matinal da estação de rádio Hot 97 revelou que ela não voltaria para a terceira temporada de Sisterhood of Hip Hop.
Ela foi destaque na música "Safari" de J Balvin, lançada como single em maio de 2016.
Mais recentemente, Bia se apresentou no AC3, Art Basel, Revolt Music Festival, SXSW e no Darkest Before the Dawn Tour do Pusha-T.
Como a principal participação na turnê norte-americana do Dangerous Woman Tour, Little Mix, estava ausente em algumas datas, Bia assumiu seu lugar para esses shows. Bia, ao lado de Victoria Monét, foi a principal artista da parte europeia da turnê.
Ela participou da faixa "Miami" do primeiro álbum de Kali Uchis, Isolation, que foi lançado em 6 de abril de 2018.

## Filmografia

### Televisão
| Título                | Ano       | Papel(s)  | Canal(s) | Notas         | Ref. |
| --------------------- | --------- | --------- | -------- | ------------- | ---- |
| Sisterhood of Hip Hop | 2014–2015 | Ela mesma | Oxygen   | Temporada 1–2 |      |

## Discografia

### Extended play (EP)
- 2018: Nice Girls Finish Last: Cuidado
- 2020: For Certain